# Източен Съсекс
 Тази статия е за административното графство.  За историческото графство вижте Съсекс.  
Източен Съсекс e графство в Югоизточна Англия. Граничи с графствата Кент, Съри и Западен Съсекс, а на юг с Ламанша.

## История
Източен Съсекс е част от древното царство на южните саксонци, установили се там през 5 век, след напускането на римляните. Областта е била населена в продължение на много хиляди години преди това. Археологическите останки са в изобилие, особено в планинските райони. Разположението по крайбрежието предполага, че е посрещал много нашественици, включително римляните и по-късно норманите.
В миналото са се произвеждали желязо и вълна.

## Управление
Съсекс обикновено се разделя на шест подразделения. От XII век трите източни подразделения и трите западни си имали отделно управление, като столицата на трите източни подразделения е Луис. Тази ситуация е редактирана от Парламента през 1865 и двете части са били направени в административни графства, всяко със свои различни избрани съвети. В Източен Съсекс е имало също и три самоадминистративни борота: Брайтън, Истборн и Хейстингс.
През 1974 Източен Съсекс е превърнат в церемониално графство и трите графски борота станали общини в графството. В същото време западната граница се изменила, така че регионът Среден Съсекс (включващ Бъргес Хил и Хейуърдс Хийт) е бил включен към графство Западен Съсекс.
Източен Съсекс се разделя на пет местни общини. Трите най-големи, провинциални общини (от запад на изток) са: Луис, Уийлдън и Ротър. Истборн и Хейстингс са в по-голямата си част градски площи.

## География
От географска гледна точка Източен Съсекс е част от Южните възвишения и хълмистата равнина Уийлд, част от голяма денудирана антиклинала. Пясъчниците и пръстта се срещат в морето в Хейстингс, Бийчи Хед.
Релефът в графството отразява геологията.

## Икономика
Това е таблица на тенденцията на регионалната брутна добавена стойност на неметрополитното графство Източен Съсекс.
| Година | Добавената рег. брутна цена | Агрикултура | Индустрия | Услуги |
| ------ | --------------------------- | ----------- | --------- | ------ |
| 1995   | 4,359                       | 84          | 1,053     | 3,222  |
| 2000   | 4,953                       | 54          | 1,155     | 3,744  |
| 2003   | 5,326                       | 69          | 1,252     | 4,004  |

## Забележителности
Бийчи Хед е един от най-известните местни атракции, заедно с апартаментите край Normans Bay. Графството е известно със зеленината си в цялата страна.
Освен с материалните забележителности като Долините и Уийлда, Източен Съсекс има още много забележителности с исторически характер. Има замъци в Бодиам, Херстмонзо, Луис и Певънси. Домът на Ръдиард Киплинг и Съсексият университет са сред интересните сгради.
Има също и много паркове, подходящи за туристи. Паркът Седемте сестри скоро ще бъде обявен за национален парк.

## Транспорт

### Пътища
Обикновено Източен Съсекс няма автомагистрала. Главните пътища през графството са тези, които са част от възлите от Лондон: A21 до Хейстингс; А22 до Истборн; и А23 до Брайтън. Пресечните пътища включват А26, по който минава трафик от Нюхавен и Луис северно към Кент; и пътя на южното крайбрежие, което започва от Фолкостон (Кент) и минава по пътя на южното крайбрежие за Истборн. Пътят А27, който свързва Истборн с Портсмаут, е един от най-натоварените пътища в Обединеното кралство.

## Образование
Съсекският университет е разположен в Брайтън. В Източен Съсекс има 150 начални училища, повечето от които са малки и служат на малки общности.
Източен Съсекс има изчерпателна образователна система с 27 държавни гимназии и 12 частни гимназии. Всеки по-голям град разполага с колеж.